# Liste der Kunstwerke im öffentlichen Raum in Wien/Favoriten
Diese Liste der Kunstwerke im öffentlichen Raum in Favoriten enthält die im „Wien Kulturgut“ (digitalen Kulturstadtplan der Stadt Wien) gelisteten Kunstwerke im öffentlichen Raum (Public Art) im Bezirk Favoriten.
Gedenktafeln sind in der Liste der Gedenktafeln und Gedenksteine in Wien/Favoriten angeführt.

## Kunstwerke
| Foto |                 | Name | Typ                                      | Standort                                                                                          | Künstler                          | Datierung          | Beschreibung | Metadaten                                                                  |
| ---- | --------------- | --- | ---------------------------------------- | ------------------------------------------------------------------------------------------------- | --------------------------------- | ------------------ | --- | -------------------------------------------------------------------------- |
| ja   | Datei hochladen | Plastik „Stehende weibliche Figur“ ID: 42055                                                                                         | Profanplastiken/Kunst am Bau freistehend | Alxingergasse 97–103, Stg. 2 Standort                                                             | Eduard Robitschko                 | 1960               | Natursteinplastik | Standort: Wohnhausanlage                                                   |
| ja   | Datei hochladen | Armenienhilfe-Bildstock ID: 91824 | Sakrale Kleindenkmäler                   | Antonsplatz Standort                                                                              |                                   |                    | Bildstock im Park hinter der Antonskirche. Zum Dank für die aus Österreich eintreffende Hilfe nach der großen Erdbebenkatastrophe 1988 in Armenien wurde ein Block mit reliefiertem armenischen Kreuz aufgestellt.                                                           | Standort: Rechts hinter der Antonskirche im Park                           |
| ja   | Datei hochladen | Arthaber-Brunnen ID: 45164 HERIS-ID: 65744 Objekt-ID: 78609                                                                          | Brunnen                                  | Arthaberplatz, ca. 40 m östlich von Arthaberplatz 18 Standort                                     | Theodor Bach, Rudolf Schröer      | 1906               | Das Denkmal mit Pylonen, Portraitmedaillon, einer Inschriftentafel und einer bekrönenden Uhr ist Rudolf von Arthaber gewidmet. | Standort: In der Grünanlage                                                |
| ja   | Datei hochladen | Plastik „Diskussion“ ID: 41360 HERIS-ID: 65746 Objekt-ID: 78611                                                                      | Profanplastiken/Kunst am Bau freistehend | Arthaberplatz 18 Standort                                                                         | Gottfried Buchberger              | 1961               | Kunststeinplastik | Standort: Volkshochschule                                                  |
| ja   | Datei hochladen | Ornamentale Darstellung ID: 41425 | Profanplastiken/Kunst am Bau freistehend | Bernhardstalgasse / Hardmuthgasse 105–107 Standort                                                | Helene Hädelmayr                  | 1967               | Kunststeinplastik | Standort: Wohnhausanlage                                                   |
| ja   | Datei hochladen | Tanzbär ID: 42421 | Profanplastiken/Kunst am Bau freistehend | Braunspergengasse 27, Stg. 7 Standort                                                             | Elisabeth Turolt                  |                    | Kunststeinplastik | Standort: Wohnhausanlage                                                   |
| ja   | Datei hochladen | Junges Mädchen ID: 41870 | Profanplastiken/Kunst am Bau freistehend | Braunspergengasse 27, Stg. 8 Standort                                                             | Franz Luby                        |                    | Natursteinplastik | Standort: Wohnhausanlage                                                   |
| ja   | Datei hochladen | Abstraktion ID: 42525 | Profanplastiken/Kunst am Bau freistehend | Brunnweg 12 Standort                                                                              | Herbert Schwarz                   |                    | Plastik aus weißem Hartbeton | Standort: Wohnhausanlage                                                   |
| ja   | Datei hochladen | Brunnen „Abstrakter Brunnen“ ID: 41179 HERIS-ID: 65751 Objekt-ID: 78616                                                              | Profanplastiken/Kunst am Bau freistehend | Bernhardstalgasse 26 / Buchengasse 141 Standort                                                   | Wander Bertoni                    | 1959               | Plastik aus Kunststein mit Glasmosaiken | Standort: Wohnhausanlage                                                   |
| ja   | Datei hochladen | Gradner-Kapelle Vulgo: Gradinger-Kapelle ID: 45172                                                                                   | Sakrale Kleindenkmäler                   | Favoritenstraße / Ludwig-von-Höhnel-Gasse 2 Standort                                              |                                   | 1828               | Die gemauerte Kapelle steht über rechteckigem Grundriss und hat ein Satteldach mit bekrönendem Kreuz. Die Fassade ist mit Lisenen gegliedert. In der durch ein Ziergitter abgeschlossenen achteckigen Nische steht eine weiße Marienfigur.                                   | Standort: Vor dem Laaerbergbad, gegenüber Grenzackerstraße                 |
| ja   | Datei hochladen | Hl. Josef ID: 61473 | Sakrale Kleindenkmäler                   | Gellertplatz 7 und Gellertgasse 26 Standort                                                       |                                   | 1872               | Terrakottafarbene Steinplastik | Standort: Im Garten des Altersheimes                                       |
| ja   | Datei hochladen | Schutzengel-Kreuz ID: 71727 HERIS-ID: 73485 Objekt-ID: 86776                                                                         | Sakrale Kleindenkmäler                   | Georg-Wiesmayer-Gasse Standort                                                                    |                                   | 1694               | Auf einer teilweise kannelierten Säule mit Akanthusblättern auf profiliertem Sockel befindet sich eine Darstellung des Schutzengels mit Kind aus Zogelsdorfer Kalksandstein.                                                                                                 | Standort: Verlängerung zur S 1                                             |
| ja   | Datei hochladen | Abstrakte Komposition ID: 41371 | Profanplastiken/Kunst am Bau freistehend | Georg-Wilhelm-Pabst-Gasse 2 Standort                                                              | Willi Burger                      |                    | Freistehende Wand aus Beton und Glas | Standort: Volks- und Hauptschule                                           |
| BW   | Datei hochladen | Trinkbrunnen mit Muschelmotiven ID: 91470                                                                                            | Profanplastiken/Kunst am Bau freistehend | Georg-Wilhelm-Pabst-Gasse 2, Volks- und Hauptschule Standort                                      | Lieselotte Weigel                 |                    | Freistehender Betonbrunnen mit Glasmosaiken | Standort: Im Innenhof der Volksschule                                      |
| BW   | Datei hochladen | Trinkbrunnen mit Blattmotiven ID: 42611                                                                                              | Profanplastiken/Kunst am Bau freistehend | Georg-Wilhelm-Pabst-Gasse 2, Volks- und Hauptschule Standort                                      | Lieselotte Weigel                 |                    | Freistehender Betonbrunnen mit Glasmosaiken | Standort: Im Außenhof der Volksschule straßenseitig                        |
| BW   | Datei hochladen | Trinkbrunnen mit Kristallmotiven ID: 91471                                                                                           | Profanplastiken/Kunst am Bau freistehend | Georg-Wilhelm-Pabst-Gasse 2, Volks- und Hauptschule Standort                                      | Lieselotte Weigel                 |                    | Freistehender Betonbrunnen mit Glasmosaiken | Standort: Im Innenhof der Hauptschule                                      |
| ja   | Datei hochladen | Känguruh ID: 41833 | Profanplastiken/Kunst am Bau freistehend | Graffgasse 7 Standort                                                                             | Alfred Matzke                     |                    | Kunststeinplastik | Standort: Wohnhausanlage                                                   |
| ja   | Datei hochladen | Sitzendes Paar ID: 41795 | Profanplastiken/Kunst am Bau freistehend | Grenzackerstraße 7, Stg. 20–21 Standort                                                           | Heinz Leinfellner                 |                    | Natursteinplastik | Standort: Wohnhausanlage                                                   |
| ja   | Datei hochladen | Obelisk mit Mosaikbelag „Tierdarstellungen“ ID: 42170 HERIS-ID: 71301 Objekt-ID: 84458                                               | Profanplastiken/Kunst am Bau freistehend | Gussriegelstraße 9 Standort                                                                       | Heribert Potuznik                 | 1956               | Der Obelisk besteht aus Ziegel, das Mosaik aus Keramik. | Standort: Wohnhausanlage                                                   |
| ja   | Datei hochladen | Bronzeplastik „Mutter und Kind“ ID: 41281                                                                                            | Profanplastiken/Kunst am Bau freistehend | Gussriegelstraße 51 / Holbeingasse / Graffgasse / Bernhardsthalgasse Standort                     | Siegfried Charoux                 | 1961               | Bronzeskulptur | Standort: Wohnhausanlage                                                   |
| ja   | Datei hochladen | Seelöwe ID: 42581 | Profanplastiken/Kunst am Bau freistehend | Gussriegelstraße 51 / Holbeingasse / Graffgasse / Bernhardsthalgasse Standort                     | Franz Waldmüller                  | 1959               | Spielplastik aus Kunststein | Standort: Wohnhausanlage                                                   |
| ja   | Datei hochladen | Kunststeinbrunnen „Pinguin und Fische“ ID: 41855                                                                                     | Profanplastiken/Kunst am Bau freistehend | Gussriegelstraße 54 Standort                                                                      | Walter Leitner                    | 1962               | Brunnenfigur aus Bronze, fischförmige Mosaike in der Brunnenschale | Standort: Wohnhausanlage                                                   |
| ja   | Datei hochladen | Objekt „Ohne Titel“ ID: 41054 | Profanplastiken/Kunst am Bau freistehend | Herzgasse 15–19 Standort                                                                          | Richard Gustav Künz               |                    | Eisenarmierte Ziegel auf Betonsockeln | Standort: Wohnhausanlage, Hof                                              |
| ja   | Datei hochladen | Brunnen „Trinkbrunnen mit Brause“ ID: 42458                                                                                          | Profanplastiken/Kunst am Bau freistehend | Herzgasse 87 Standort                                                                             | Andrea Schrittwieser              |                    | Kunststein mit Mosaikbelag | Standort: Kindertagesheim                                                  |
| ja   | Datei hochladen | Bronzeplastik „Pfau“ ID: 42647 | Profanplastiken/Kunst am Bau freistehend | Herzgasse 103–109 Standort                                                                        | Luise Wolf                        | 1961               | Bronzefigur | Standort: Wohnhausanlage                                                   |
| ja   | Datei hochladen | Hl. Johannes von Nepomuk ID: 45175 HERIS-ID: 73304 Objekt-ID: 86592                                                                  | Sakrale Kleindenkmäler                   | Himberger Straße / Liesingbachstraße / Kaistraße Standort                                         |                                   | Mitte 18. Jh.      | Figur des hl. Johannes Nepomuk mit einem Kreuz in der Hand | Standort: In der Grünfläche neben der Liesing-Brücke                       |
| ja   | Datei hochladen | Gedenkkreuz für Kriegsopfer ID: 71641                                                                                                | Denkmäler                                | Holzknechtstraße 41 Standort                                                                      |                                   |                    | Metallenes Gedenkkreuz für die Opfer einer Bombardierung | Standort: In der kleinen Grünanlage neben dem Fahrstreifen.                |
| ja   | Datei hochladen | Plastik „Figuren am Strand“ ID: 41299                                                                                                | Profanplastiken/Kunst am Bau freistehend | Klausenburger Straße 21 / Laaer-Berg-Straße 32 Standort                                           | Oskar Bottoli                     | 1964               | Natursteinplastik | Standort: Wohnhausanlage                                                   |
| ja   | Datei hochladen | Spielplastik „Drei Schnecken“ ID: 41866                                                                                              | Profanplastiken/Kunst am Bau freistehend | Klausenburger Straße 23 Standort                                                                  | Alfons Loner                      |                    | Kunststeinplastik | Standort: Kindergarten                                                     |
| ja   | Datei hochladen | Pflanzliche Säule ID: 41722 HERIS-ID: 71457 Objekt-ID: 84645                                                                         | Profanplastiken/Kunst am Bau freistehend | Klausenburger Straße 25 Standort                                                                  | Rudolf Kedl                       | 1969               | Plastik aus getriebenem Messing | Standort: Schule                                                           |
| ja   | Datei hochladen | Plastik „Junges Mädchen“ ID: 42491                                                                                                   | Profanplastiken/Kunst am Bau freistehend | Klausenburger Straße 32–36 Standort                                                               | Hilde Uray                        | 1955               | Mit Zink gespritzte Terrakottafigur | Standort: Wohnhausanlage                                                   |
| ja   | Datei hochladen | Plastik „Vier Kinder“ ID: 41411 | Profanplastiken/Kunst am Bau freistehend | Klausenburger Straße 33 Standort                                                                  | Hans Grützbauch                   | 1966               | Natursteinplastik | Standort: Wohnhausanlage                                                   |
| ja   | Datei hochladen | Hl. Lazarus Vulgo: „Und immer rettet die Güte“ ID: 71730                                                                             | Sakrale Kleindenkmäler                   | Klederinger Straße, bei Johanniter-Kirche Standort                                                | Berta Klement                     | 2003               | Kunststeinplastik |                                                                            |
| ja   | Datei hochladen | Alexander-Puschkin-Denkmal ID: 71693                                                                                                 | Denkmäler                                | Kurbadstraße Standort                                                                             | Juri Grigorjewitsch Orechow       | 1999               | Bronzestandbild Puschkins mit Zylinder und Gehrock, Geschenk der Stadt Moskau | Standort: Kurpark Oberlaa, Südeingang WIG.                                 |
| ja   | Datei hochladen | Ornamentvorhang ID: 76378 | Profanplastiken/Kunst am Bau freistehend | Kurpark Oberlaa Standort                                                                          | Willi Frötscher, Maria Hahnenkamp | 2008               | Glasplatten mit Ornamenten im Nirosta-Rahmen | Standort: Bei Tor 5, Lagerplatzausfahrt                                    |
| ja   | Datei hochladen | Papagenobrunnen ID: 78281 | Profanplastiken/Kunst am Bau freistehend | Kurpark Oberlaa Standort                                                                          | Hilde Heger                       | 1974               | Brunnen mit Bronzefigur, 2012 wiedererrichtet | Standort: etwas oberhalb des Ornamentvorhanges                             |
| ja   | Datei hochladen | Abstrakte Kletterplastik ID: 41256                                                                                                   | Profanplastiken/Kunst am Bau freistehend | Kurpark Oberlaa Standort                                                                          | Trude Diener-Hillinger            |                    | Spielplastik aus Kunststein und glasierten Tonplatten | Standort: Lagerplatz der MA 42                                             |
| ja   | Datei hochladen | Spielplastik „Clown“ ID: 42131 | Profanplastiken/Kunst am Bau freistehend | Kurpark Oberlaa Standort                                                                          | Franz Pixner                      |                    | Kunststeinplastik | Standort: Westeingang Laaer-Berg-Str.                                      |
| ja   | Datei hochladen | Spielplastik „Knödelfresser“ ID: 42130                                                                                               | Profanplastiken/Kunst am Bau freistehend | Kurpark Oberlaa Standort                                                                          | Franz Pixner                      |                    | Kunststeinplastik | Standort: Westeingang Laaer-Berg-Str.                                      |
| ja   | Datei hochladen | Spielplastik „Kletterbaum“ ID: 42147                                                                                                 | Profanplastiken/Kunst am Bau freistehend | Kurpark Oberlaa, im Objekt der MA 42 Standort                                                     | Ilse Pompe-Niederführ             | 1960               | farbige Kunststeinplastik, ursprünglich in einer Wohnhausanlage | Standort: Objekt der MA 42                                                 |
| ja   | Datei hochladen | Keramikplastik „Zwerg“ ID: 78262 | Profanplastiken/Kunst am Bau freistehend | Kurpark Oberlaa Standort                                                                          | Andrea Schrittwieser              |                    | stilisiertes Gesicht eines Zwerges mit roter Zipfelmütze und oranger Kugel auf würfelförmigem Sockel | Standort: im Objekt der MA 42                                              |
| ja   | Datei hochladen | Marmorskulptur „Torso“ ID: 78276 | Profanplastiken/Kunst am Bau freistehend | Kurpark Oberlaa Standort                                                                          | Ulrike Truger                     |                    | Frauentorso aus Marmor, vom Hals bis zu den Waden dargestellt | Standort: im Staudengarten                                                 |
| ja   | Datei hochladen | Meditationsskulptur ID: 42180 | Profanplastiken/Kunst am Bau freistehend | Kurpark Oberlaa Standort                                                                          | Karl Prantl                       | 1972               | Skulptur aus Neuhauser Granit | Standort: Hauptwiese – Weg der Plastiken                                   |
| ja   | Datei hochladen | Perger Granit ID: 92434 | Profanplastiken/Kunst am Bau freistehend | Kurpark Oberlaa Standort                                                                          | Makoto Fujiwara                   |                    | | Standort: Hauptwiese – Weg der Plastiken                                   |
| ja   | Datei hochladen | Lindabrunn 380 ID: 92430 | Profanplastiken/Kunst am Bau freistehend | Kurpark Oberlaa Standort                                                                          | Mathias Hietz                     |                    | Skulptur aus Lindabrunner Konglomerat | Standort: Hauptwiese – Weg der Plastiken                                   |
| ja   | Datei hochladen | Lindabrunn 390 ID: 92431 | Profanplastiken/Kunst am Bau freistehend | Kurpark Oberlaa Standort                                                                          | Hiroshi Ohnari                    |                    | Skulptur aus Lindabrunner Konglomerat | Standort: Hauptwiese – Weg der Plastiken                                   |
| ja   | Datei hochladen | Neuhauser Granit ID: 92436 | Profanplastiken/Kunst am Bau freistehend | Kurpark Oberlaa Standort                                                                          | Osamu Nakajima                    |                    | Skulptur aus Neuhauser Granit | Standort: Hauptwiese – Weg der Plastiken                                   |
| ja   | Datei hochladen | Quellnymphen ID: 78279 | Profanplastiken/Kunst am Bau freistehend | Kurpark Oberlaa Standort                                                                          | Rudolf Schwaiger                  |                    | Marmorskulptur |                                                                            |
| ja   | Datei hochladen | Stehende Figur ID: 78255 | Profanplastiken/Kunst am Bau freistehend | Kurpark Oberlaa Standort                                                                          | Otto Eder                         | 1970               | Skulptur aus Krastaler Marmor | Standort: in der Filmstadt                                                 |
| ja   | Datei hochladen | Steinskulptur ID: 91818 | Profanplastiken/Kunst am Bau freistehend | Kurpark Oberlaa Standort                                                                          | Fritz Tiefenthaler                |                    | Steinskulptur | Standort: Monorailwiese beim Bachlauf                                      |
| ja   | Datei hochladen | Steinskulptur vom Symposium 1974 ID: 91817                                                                                           | Profanplastiken/Kunst am Bau freistehend | Kurpark Oberlaa Standort                                                                          |                                   | 1974               | | Standort: Nähe Steinsymposium                                              |
| ja   | Datei hochladen | Hendlkreuz Vulgo: Magere Henne, Zur mageren Henne ID: 45174 HERIS-ID: 71343 Objekt-ID: 84503                                         | Sakrale Kleindenkmäler                   | Laaer-Berg-Straße 100 Standort                                                                    |                                   | 1548               | Die gedrungene Säule mit tabernakelartigem Aufsatz und bekrönendem Kreuz, war ursprünglich eine Grenzmarkierung und weist stadtauswärts und stadteinwärts gerichtete Wappendarstellungen auf.                                                                                |                                                                            |
| ja   | Datei hochladen | Grundstein „Kriegerheimstätten Laaerberg“ ID: 108965                                                                                 | Denkmäler                                | Laaer-Berg-Straße 173 / Kronawettergasse Standort                                                 | Adolf Loos                        | 1.9.1924           | Steinwürfel mit den Inschriften: „Grundsteinlegung Kriegerheimstätten Laaerberg 1. September 1924“ und „Friedrich Forster widmete diesen Grund der Gemeinde Wien zur Errichtung von Kriegerheimstätten.“                                                                     | Standort: hinter der Bushaltestelle unter den Bäumen                       |
| ja   | Datei hochladen | Schmerber-Kreuz ID: 45162 | Sakrale Kleindenkmäler                   | Laaer Berg – Kurpark Oberlaa Tor 10 Standort                                                      |                                   |                    | Holzpfahl mit Metalllaterne und einem Metallkreuz, das Christus als Kind darstellt | Standort: im Park Nähe Panoramaschenke                                     |
| ja   | Datei hochladen | Spielplastik „Tisch in Pilzform mit Windrose“ ID: 42338                                                                              | Profanplastiken/Kunst am Bau freistehend | Laaerbergbad Standort                                                                             | Ladislaus Stecker                 | 1960               | Kunststeinplastik mit Mosaik |                                                                            |
| ja   | Datei hochladen | Diskuswerfer ID: 41169 | Profanplastiken/Kunst am Bau freistehend | Laaerbergbad Standort                                                                             | Rudolf Beran                      | 1960               | Natursteinplastik |                                                                            |
| ja   | Datei hochladen | Zwei Schildkröten ID: 41517 | Profanplastiken/Kunst am Bau freistehend | Laaerbergbad Standort                                                                             | Othmar Jarmer                     | 1960               | Spielplastik aus Kunststein |                                                                            |
| ja   | Datei hochladen | Figurale Gruppe ID: 78234 | Profanplastiken/Kunst am Bau freistehend | Laxenburger Straße 94 Standort                                                                    | Otto Fenzl                        | 1931               | Zwei Steinfiguren auf einer Säule mit quadratischem Grundriss | Standort: im Hof einer Wohnhausanlage von Josef Hoffmann                   |
| ja   | Datei hochladen | Putto mit Schnecke ID: 78247 | Profanplastiken/Kunst am Bau freistehend | Leebgasse 100 Standort                                                                            | Hugo Taglang                      | 1931               | Steinplastik eines Knaben auf einer Schnecke sitzend, hoher Sockel |                                                                            |
| ja   | Datei hochladen | Wasserbüffel und Knabe ID: 42435 | Profanplastiken/Kunst am Bau freistehend | Leebgasse 104 / Van-der-Nüll-Gasse 93 Standort                                                    | Elisabeth Turolt                  |                    | Plastik aus engobiertem Steinzeug | Standort: Wohnhausanlage                                                   |
| ja   | Datei hochladen | Bronzeplastik „Pferd“ ID: 41586 | Profanplastiken/Kunst am Bau freistehend | Leebgasse 106 / Van-der-Nüll-Gasse 95 Standort                                                    | Alois Heidel                      |                    | | Standort: Wohnhausanlage                                                   |
| ja   | Datei hochladen | Schmerzensmann ID: 45163 | Sakrale Kleindenkmäler                   | Leopoldsdorfer Straße 17 / Scheunenstraße Standort                                                |                                   | 17. Jh.            | Schmerzensmann mit gefesselten Händen und Dornenkrone auf einem hohen Sockel mit den Reliefs der Leidenswerkzeuge | Standort: In der von dichten Hecken umsäumten Grünanlage im Straßenzwickel |
| ja   | Datei hochladen | Keramikstele „Tag und Nacht“ ID: 78250                                                                                               | Profanplastiken/Kunst am Bau freistehend | Ludwig-von-Höhnel-Gasse / Alaudagasse Standort                                                    | Leherb                            |                    | Farbige Stele mit farbigen Kacheln an den Längsseiten und terrakottafarbene Fliesen mit Sonnendarstellung an den Schmalseiten | Standort: Volkspark Laaerberg zwischen Teich und Atrium                    |
| ja   | Datei hochladen | Göppelkreuz-Kapelle ID: 45171 | Sakrale Kleindenkmäler                   | Ludwig-von-Höhnel-Gasse / Endlichergasse Standort                                                 |                                   | 1695               | In einem einfachen Rechteckbau mit Ziegeldach und bekrönendem Kreuz befindet sich in einer Rundbogennische eine Marienfigur. Darüber ist die Inschrift Maria klopft auch an Dein Herz                                                                                        |                                                                            |
| ja   | Datei hochladen | Bronzeplastik „Kalb“ ID: 42572 | Profanplastiken/Kunst am Bau freistehend | Migerkastraße 1 Standort                                                                          | Gabriele Waldert                  | 1959               | Bronzeplastik | Standort: Wohnhausanlage                                                   |
| ja   | Datei hochladen | Spinnerin am Kreuz ID: 45166 HERIS-ID: 73302 Objekt-ID: 86590                                                                        | Sakrale Kleindenkmäler                   | Neben Triester Straße 52 Standort                                                                 | Hans Puchsbaum                    | 1452               | Auf einem achtseitigen Stufenpodest befindet sich ein Sockel mit kreuzförmigem Grundriss, der in ein Tabernakel übergeht, der von Wimpergen und einem Steinhelm mit Kreuzblume bekrönt wird. Darinnen befinden sich vier Figurengruppen, die die Passion Christi darstellen. |                                                                            |
| ja   | Datei hochladen | Metallplastik „Monokline Blüte“ ID: 42295                                                                                            | Profanplastiken/Kunst am Bau freistehend | Neilreichgasse 113, Stg. 9 / Sahulkastraße Standort                                               | Livia Szadai                      |                    | Stahlblechplastik | Standort: Wohnhausanlage gegenüber Kindergarten                            |
| ja   | Datei hochladen | Rotes Kreuz ID: 45161 | Sakrale Kleindenkmäler                   | Oberlaa, Feldweg in der nördlichen Verlängerung der Sebastiansbrücke Standort                     |                                   | Mitte 19. Jh.      | Einfaches rotes Holzkreuz, die Christusfigur stammt von der letzten Renovierung 2012 | Standort: Nach der Unterführung durch die Donauländebahn                   |
| ja   | Datei hochladen | Sebastianskreuz ID: 45165 | Sakrale Kleindenkmäler                   | Unterlaa, östlich des Feldwegs in der nördlichen Verlängerung der Sebastiansbrücke Standort       |                                   | 1713               | Der vierseitige Bildstock mit Tabernakelaufsatz und kreuzbekröntem Satteldach hat in einer Nische hinter einem Ziergitter eine Figur des Pestheiligen Sebastian. | Standort: Am Bahndamm der Donauländebahn, Kote 188                         |
| ja   | Datei hochladen | Kriegerdenkmal ID: 71695 HERIS-ID: 71464 Objekt-ID: 84652                                                                            | Denkmäler                                | Oberlaaer Platz Standort                                                                          | Heinrich Karl Scholz              | 1924               | Steinerne Soldatenfigur zwischen Inschriftentafeln | Standort: Oberlaa, links von der Kirche.                                   |
| ja   | Datei hochladen | Hl. Johannes von Nepomuk ID: 45155 HERIS-ID: 71466 Objekt-ID: 84654                                                                  | Sakrale Kleindenkmäler                   | Oberlaaer Platz 9, Pfarrkirche St. Aegidius Standort                                              |                                   | 1754               | Figur des hl. Johannes Nepomuk mit Kreuz und Märtyrerpalme | Standort: In der Grünanlage des Kirchenvorplatzes                          |
| ja   | Datei hochladen | Breitpfeiler mit Pietà ID: 45167 | Sakrale Kleindenkmäler                   | Oberlaaer Straße 8 / Friedhofstraße Standort                                                      |                                   | 1877               | In einem kapellenartigen Bildstock mit einem von einem Herz-Jesu-Doppelkreuz bekrönten Satteldach befindet sich eine Pietà-Darstellung aus dem frühen 18. Jahrhundert. | Standort: An der Weggabelung                                               |
| ja   | Datei hochladen | Brunnen ID: 42181 | Profanplastiken/Kunst am Bau freistehend | Oberlaaer Straße 87 Standort                                                                      | Karl Prantl                       |                    | Kunststeinbrunnen mit Mosaiken | Standort: Wohnhausanlage                                                   |
| ja   | Datei hochladen | Weißes Kreuz Vulgo: Marien-Säule, auch Schmerzensmaria ID: 45157                                                                     | Sakrale Kleindenkmäler                   | Oberlaaer Straße 122 / Grundäckergasse 55 Standort                                                |                                   | 1683               | Steinerne Figur einer Mater Dolorosa auf abgefastem Steinpfeiler mit Deckplatte | Standort: An der Kreuzung                                                  |
| ja   | Datei hochladen | Stele und 3 Metallskulpturen an Findlingen ID: 41061                                                                                 | Profanplastiken/Kunst am Bau freistehend | Otto-Probst-Straße 3 Standort                                                                     | German Pizzinini                  | ca. 1987           | Skulptur aus Nirosta und Klinker an Stein | Standort: Wohnhausanlage, Wienerberggründe, Bt. 1                          |
| ja   | Datei hochladen | Drei Stelen mit verschiedenen Kopfteilen ID: 41066                                                                                   | Profanplastiken/Kunst am Bau freistehend | Otto-Probst-Straße 5 Standort                                                                     | Manfred Wakolbinger               | ca. 1989           | Skulpturen aus Klinker und Fertigbeton, die an die Ziegelproduktion am Wienerberg erinnern sollen | Standort: Wohnhausanlage, Wienerberggründe Ost, Bt. 2, Park                |
| ja   | Datei hochladen | Pyramide ID: 78282 | Profanplastiken/Kunst am Bau freistehend | Otto-Probst-Straße 10, Tesarekplatz 4 Standort                                                    | Gustav Peichl                     |                    | Geometrischer Körper aus Beton | Standort: vor der Schule                                                   |
| ja   | Datei hochladen | Große Symmetrie ID: 41305 | Profanplastiken/Kunst am Bau freistehend | Per-Albin-Hansson-Siedlung Nord, Fingergasse 6 / Stg. 50 Standort                                 | Oskar Bottoli                     | 1971               | Marmorskulptur | Standort: Wohnhausanlage, Nord                                             |
| ja   | Datei hochladen | Ballspielwand ID: 42333 | Profanplastiken/Kunst am Bau freistehend | Per-Albin-Hansson-Siedlung Nord – Saligergasse 6 Standort                                         | Hans Staudacher                   | 1971               | Betonwand mit Deispersionsfarben | Standort: Wohnhausanlage                                                   |
| ja   | Datei hochladen | Bronzeplastik „Junges Paar“ ID: 41362                                                                                                | Profanplastiken/Kunst am Bau freistehend | Per-Albin-Hansson-Siedlung Nord – Saligergasse 8 / Stinygasse Standort                            | Gottfried Buchberger              | 1967               | Bronzeplastik | Standort: Wohnhausanlage, Nord, Bt. 1                                      |
| ja   | Datei hochladen | Hymnus an die Natur II ID: 41723 | Profanplastiken/Kunst am Bau freistehend | Per-Albin-Hansson-Siedlung Ost – Alaudagasse / Favoritenstraße Standort                           | Rudolf Kedl                       | 1973               | Plastik aus getriebenem Kupfer | Standort: Wohnhausanlage, Ost-Zentrum                                      |
| ja   | Datei hochladen | Märchenfiguren aus 1001 Nacht ID: 42062                                                                                              | Profanplastiken/Kunst am Bau freistehend | Per-Albin-Hansson-Siedlung Ost – Alaudagasse 13 / Max-Fleischer-Gasse 1 / Stg. 111 Standort       | Eduard Robitschko                 | 1970               | Freistehende Reliefwand aus Naturstein | Standort: Wohnhausanlage, Ost, Bt. 2                                       |
| ja   | Datei hochladen | Liegende ID: 41820 | Profanplastiken/Kunst am Bau freistehend | Per-Albin-Hansson-Siedlung Ost / Arnold-Holm-Gasse 1 Standort                                     | Alfred Kurz                       | 1969               | Marmorplastik | Standort: Wohnhausanlage, Ost                                              |
| ja   | Datei hochladen | Freizeit ID: 41364 | Profanplastiken/Kunst am Bau freistehend | Per-Albin-Hansson-Siedlung Ost – Felix-Graff-Gasse 4 Standort                                     | Gottfried Buchberger              | 1971               | Reliefwand aus Kalksandstein | Standort: Wohnhausanlage, Ost                                              |
| ja   | Datei hochladen | Pression – Repression ID: 41600 | Profanplastiken/Kunst am Bau freistehend | Per-Albin-Hansson-Siedlung Ost – Franz-Koci-Straße 6, Stg. 13 Standort                            | Wolfgang Helminger                | 1972               | Kalksteinplastik | Standort: Wohnhausanlage, Ost                                              |
| ja   | Datei hochladen | Figur ID: 41628 | Profanplastiken/Kunst am Bau freistehend | Per-Albin-Hansson-Siedlung Ost – Wendstattgasse 3 Standort                                        | Oskar Höfinger                    | 1974               | Nirosta-Metallplastik | Standort: Schule, 2 A, Ost                                                 |
| ja   | Datei hochladen | Komposition ID: 41559 | Profanplastiken/Kunst am Bau freistehend | Per-Albin-Hansson-Siedlung Ost / Wendstattgasse 16 / Max-Fleischer-Gasse 4, Stg. 12 Standort      | Franz Xaver Hauser                |                    | Natursteinplastik aus Konglomerat | Standort: Wohnhausanlage, Ost                                              |
| ja   | Datei hochladen | Betonpfeiler „Spielen-Lernen-Einander helfen-Das Leben bejahen“ ID: 41545 HERIS-ID: 48002 Objekt-ID: 51380                           | Profanplastiken/Kunst am Bau freistehend | Pernerstorfergasse 60–60a Standort                                                                | Karl Hauk                         | 1953               | Betonpfeiler mit Keramikverkleidung | Standort: Wohnhausanlage                                                   |
| ja   | Datei hochladen | Plastik „Begehbare Plastik“ ID: 41069                                                                                                | Profanplastiken/Kunst am Bau freistehend | Puchsbaumgasse 2, Stg. 41 / Laaer Wald Standort                                                   | Oswald Stimm                      |                    | Plastik aus Naturstein | Standort: Wohnhausanlage, hinter der Ankerbrot-Fabrik                      |
| ja   | Datei hochladen | Plastik „Hirte mit zwei Schafen“ ID: 41136 HERIS-ID: 73205 Objekt-ID: 86492                                                          | Profanplastiken/Kunst am Bau freistehend | Puchsbaumgasse 5–7 / Absberggasse Standort                                                        | Franz Barwig der Jüngere          | 1958               | Plastik aus Kunststein; gegenüber der ehemaligen Ankerbrot-Fabrik an der Absberggasse; wurde in den frühen 2010er Jahren restauriert | Standort: Wohnhausanlage                                                   |
| ja   | Datei hochladen | Zwei Pferde ID: 41694 | Profanplastiken/Kunst am Bau freistehend | Puchsbaumgasse 5–7 Standort                                                                       | Walter Lackner                    | 1958               | Brunnenplastik aus Kunststein mit Bronzefiguren. Der Brunnen ist mit Beton ausgegossen und deaktiviert. | Standort: Wohnhausanlage                                                   |
| ja   | Datei hochladen | Spielplastik „Drei kleine Elefanten“ ID: 42150                                                                                       | Profanplastiken/Kunst am Bau freistehend | Quaringasse 13 Standort                                                                           | Ilse Pompe-Niederführ             | 1964               | | Standort: Kindergarten                                                     |
| ja   | Datei hochladen | Anton-Hueber-Denkmal ID: 71714 | Denkmäler                                | Quellenstraße 24b, Hueberhof Standort                                                             | Mario Petrucci                    | 1953               | Steinbüste Anton Huebers auf Vierkantsockel | Standort: Im Hof.                                                          |
| ja   | Datei hochladen | Denkmal für die Opfer des Faschismus ID: 71716 HERIS-ID: 73212 Objekt-ID: 86499                                                      | Denkmäler                                | Reumannplatz Standort                                                                             | Heinrich Sussmann                 | 1981               | Übereinandergestellte Granitkuben mit Bezeichnung der Stätten, an denen Menschen aus Favoriten Opfer des Faschismus wurden |                                                                            |
| ja   | Datei hochladen | Kruzifix ID: 71733 | Sakrale Kleindenkmäler                   | Rosiwalgasse / Himberger Straße Standort                                                          |                                   | 1923               | Verdachtes Kruzifix auf einem Felsen imitierenden Sockel | Standort: Rothneusiedl                                                     |
| ja   | Datei hochladen | Hockendes Zirkuspferd ID: 41315 | Profanplastiken/Kunst am Bau freistehend | Schrankenberggasse / Laaer-Berg-Straße / Feuchterslebengasse 67, Stg. 9 / Laimäckergasse Standort | Otto Eder                         |                    | Mit Marmor intarsierte Spielplastik aus Kunststein | Standort: Wohnhausanlage                                                   |
| ja   | Datei hochladen | Mädchen ID: 41416 | Profanplastiken/Kunst am Bau freistehend | Schrankenberggasse / Laaer-Berg-Straße 35–37 / Feuchterslebengasse 67 / Laimäckergasse Standort   | Franz Fischer                     | 1965               | Bronzeplastik | Standort: Wohnhausanlage                                                   |
| ja   | Datei hochladen | Uhrturm und Sockel „Feuerwehr im Wandel der Zeit“ ID: 41173                                                                          | Profanplastiken/Kunst am Bau freistehend | Sonnwendgasse 14 Standort                                                                         | Wander Bertoni                    |                    | Rundstahlstäbe mit einem Reliefsockel aus Stein | Standort: Hauptfeuerwache Favoriten                                        |
| ja   | Datei hochladen | Per-Albin-Hansson-Denkmal ID: 71720                                                                                                  | Denkmäler                                | Stockholmer Platz, Per-Albin-Hansson-Siedlung Standort                                            | Emil Näsvall                      | 1951               | Steinbüste Per Albin Hanssons auf Vierkantsockel |                                                                            |
| ja   | Datei hochladen | Fieberkapelle Rothneusiedl Vulgo: Dreifaltigkeitskapelle, Fieberkreuzkapelle, Fieberkreuz ID: 45170 HERIS-ID: 65745 Objekt-ID: 78610 | Sakrale Kleindenkmäler                   | Verlängerung der Poestiongasse nach Westen in den Rothneusiedler Feldern Standort                 |                                   | 1709               | Die barocke Kapelle auf dreiseitigem Grundriss mit reich profiliertem Dachgesims ist auf allen Seiten mit Lisenen und Blendarkaden gegliedert. Im Inneren befindet sich eine Immaculata-Figur.                                                                               | Standort: Nach einer Wegkreuzung, kurz vor der Landesgrenze                |
| ja   | Datei hochladen | Plastik „Känguruh“ ID: 41864 | Profanplastiken/Kunst am Bau freistehend | Troststraße 8–16, Stg. 10 Standort                                                                | Alfons Loner                      | 1958               | Natursteinplastik | Standort: Wohnhausanlage, Haus 2, Gartenhof                                |
| ja   | Datei hochladen | Natursteinplastik „Sitzendes Mädchen“ ID: 42646                                                                                      | Profanplastiken/Kunst am Bau freistehend | Troststraße 13 Standort                                                                           | Luise Wolf                        | 1961               | Natursteinplastik | Standort: Wohnhausanlage                                                   |
| ja   | Datei hochladen | Brunnenplastik: Mutter mit Kindern ID: 78287                                                                                         | Profanplastiken/Kunst am Bau freistehend | Troststraße 68–70 Standort                                                                        | Joseph Josephu                    |                    | Frauenfigur aus Stein, zwei Kinder im Arm haltend | Standort: Wohnhausanlage                                                   |
| ja   | Datei hochladen | Immaculatasäule in Unterlaa ID: 45158 HERIS-ID: 73484 Objekt-ID: 86775                                                               | Sakrale Kleindenkmäler                   | Unterlaa, Am Johannesberg, kurz vor dem Umspannwerk Standort                                      |                                   | 1662               | Auf einem hohen schlanken Pfeileraufsatz mit Inschrift befindet sich ein tabernakelartiger Aufsatz mit Heiligendarstellung und darauf eine Marienfigur. | Standort: Nach der Kurve an der linken Straßenseite                        |
| ja   | Datei hochladen | Heilig-Grab-Kapelle ID: 45173 HERIS-ID: 111806 Objekt-ID: 129816                                                                     | Sakrale Kleindenkmäler                   | Unterlaa, ca. 100 m östlich von Klederinger Straße 109, neben der Johanneskirche Standort         |                                   | 3. Viertel 17. Jh. | Dieser kleine freistehender Rechteckbau mit durch Blendarkaden gegliedertem Polygonalabschluss wurde nach dem Vorbild der Heilig-Grab-Kapelle in Jerusalem erbaut. |                                                                            |
| ja   | Datei hochladen | Hl. Johannes von Nepomuk ID: 45000                                                                                                   | Sakrale Kleindenkmäler                   | Unterlaaer Straße / Klederinger Straße, am südwestlichen Ende der Sebastiansbrücke Standort       |                                   | 18. Jh.            | Figur des hl. Johannes Nepomuk mit Kreuz im Arm auf niedrigem Sockel |                                                                            |
| ja   | Datei hochladen | Kriegerdenkmal 1914–1918 ID: 71723                                                                                                   | Denkmäler                                | Unterlaaer Straße / Klederinger Straße Standort                                                   | Martin Hof, Andreas Hofer         | 1924               | Innerhalb einer halbrunden Mauer mit Inschriftentafeln befindet sich ein Steinquader mit Helm und Lorbeerkranz. |                                                                            |
| ja   | Datei hochladen | Breitpfeiler/Bildstock mit Pietá ID: 45160                                                                                           | Sakrale Kleindenkmäler                   | Urselbrunnengasse 1, Ecke Laaer Wald Standort                                                     |                                   | 1906               | In einer kleinen Wegkapelle mit Satteldach und bekrönendem Doppelkreuz befindet sich in einer Segmentbogennische eine Pietà-Darstellung. |                                                                            |
| ja   | Datei hochladen | Beschornerkreuz Vulgo: Favoritner Pestsäule ID: 45168                                                                                | Sakrale Kleindenkmäler                   | Vor Favoritenstraße 175 Standort                                                                  |                                   | 1679               | Gnadenstuhl auf hohem Pfeiler mit Putzfeldern und Stifterinschriften | Standort: Auf dem schmalen Grünstreifen zwischen Haupt- und Nebenfahrbahn  |
| ja   | Datei hochladen | Bildstock ID: 61472 HERIS-ID: 65779 Objekt-ID: 78645                                                                                 | Sakrale Kleindenkmäler                   | Vor Friedhofstraße 1, Ecke Laaer-Berg-Straße Standort                                             |                                   | Ende 18. Jh.       | Auf einem Vierkantsockel erhebt sich ein Schaft mit abgefasten Ecken, im darüberliegenden Tabernakel befindet sich eine Ölbergdarstellung aus den 1970er-Jahren. |                                                                            |
| ja   | Datei hochladen | Kreuzwegstation Unterlaa Vulgo: Breitpfeiler (Ölberg) mit großer Nische ID: 45159 HERIS-ID: 73291 Objekt-ID: 86578                   | Sakrale Kleindenkmäler                   | Vor Georg-Wiesmayer-Gasse 3, Ecke Scheunenstraße Standort                                         |                                   | 1774               | In einem querrechteckigen Breitpfeiler befindet sich ein modernes Mosaik „Christus am Ölberg“. | Standort: An der Weggabelung                                               |
| ja   | Datei hochladen | Plastik „Liegendes Pferd“ ID: 42455 HERIS-ID: 73303 Objekt-ID: 86591                                                                 | Profanplastiken/Kunst am Bau freistehend | Wirerstraße 6–14 / Troststraße 18 Standort                                                        | Robert Ullmann                    | 1958               | Skulptur aus Lindabrunner Konglomerat | Standort: Wohnhausanlage, Gartenhof                                        |